# SWEEPS-10
SWEEPS-10 — экзопланета, имеющая самый малый период обращения вокруг звезды, который когда-либо был известен учёным. Оборот эта экзопланета совершает вокруг своей звезды (обозначается как SWEEPS J175902.00−291323.7) всего за 10 часов. Расположенная всего в 1.2 миллионе километров (это меньше 0,01 а. е.) от звезды, планета одна из самых горячих, которая когда-либо была обнаружена учёными, и её температура составляет 1650 градусов Цельсия. «Эта почти соприкасающаяся со звездой планета должна иметь массу по меньшей мере 1,6 масс Юпитера, чтобы планета оказывала достаточное влияние на звезду», — сказал Каилаш Саху, глава Научного института космического телескопа. Планета вращается вокруг карликовой звезды, в противном случае она была бы ещё более горячей.
Маленькая звезда, вокруг которой вращается планета, является красным карликом, что позволяет планете существовать, иначе бы она, вероятно, очень быстро испарилась.